# Denys Monastyrskyj
Denys Anatolijovyč Monastyrskyj (ukrajinsky Денис Анатолійович Монастирський; 12. června 1980 Chmelnyckyj, Ukrajinská SSR, Sovětský svaz – 18. ledna 2023 Brovary, Ukrajina) byl ukrajinský právník a politik. Od 16. července 2021 do 18. ledna 2023 byl ministrem vnitra Ukrajiny. Tragicky zahynul 18. ledna 2023 při pádu vrtulníku ve městě Brovary společně s dalšími vrcholnými představiteli ministerstva vnitra.

## Život a kariéra
Monastyrskyj vystudoval právo na Chmelnycké univerzitě managementu a práva. Studoval také na Všeukrajinské škole práva při Národní akademii věd Ukrajiny, v roce 2009 získal titul doktor práv.
V parlamentních volbách v roce 2019 byl zvolen do ukrajinského parlamentu za stranu Služebník lidu. Po rezignaci Arsena Avakova byl dne 16. července 2021 jmenován ministrem vnitra ve Šmyhalově vládě.
V lednu 2023 zemřel s dalšími 13 lidmi při pádu vrtulníku na předměstí Kyjeva. Nehodu nepřežil ani jeho zástupce.